# 王宋
王宋（？年—？年），東漢末年平虜將軍劉勳的妻子。

## 生平
劉勳曾為廬江太守，後來廬江為孫策所破，妻子亦被奪。劉勳和弟弟投奔曹操，後再娶王宋。
王宋嫁入劉家二十年，兩人無子。劉勳有了新歡司馬氏，因王宋無子，打算休妻納司馬氏。王宋只好離開，路上作詩二首。曹丕因劉勳逼迫王宋離婚，撰《代劉勳出妻王氏詩》。

## 相關詩詞
|                      | 平虜將軍婦，入門二十年。君心自有悅，妾寵豈能專。 出解牀前帳，行吟道上篇。古人不唾井，莫忘昔纏綿。 |
| ——李白《平虜將軍妻》 |                                                                                                   |

## 作品
|        | 翩翩牀前帳 張以蔽光輝 昔將爾同去 今將爾共歸 緘藏篋笥裏 當復何時披 |
| ——其一 |                                                                   |

|        | 誰言去婦薄 去婦情更重 千里不唾井 況乃昔所奉 遠望未為遙 踟蹰不得共 |
| ——其二 |                                                                   |